# Читечян, Виген Иванович
Виген Иванович Читечян (арм. Վիգեն Չիտեչյան, 26 июля 1941, Ереван — 6 октября 2021) — армянский политический деятель и дипломат.

## Карьера
- 1958—1963 — учился в Ереванском политехническом институте на факультете электромеханики. Инженер-электромеханик.
- 1963—1965 — ассистент кафедры электрических машин Ереванского политехнического института. Автор 152 научных работ и 18 изобретений.
- 1965—1969 — аспирант института авиации (г.Москва).
- 1969—1975 — заведующий кафедрой электрических машин Ереванского политехнического института.
- 1975—1978 — заведующий кафедрой инженерии народной школы (г. Тунис).
- 1978—1986 — доцент, вновь заведующий кафедрой электрических машин Ереванского политехнического института.
- 1986—1989 — главный инженер производственного объединения «Армэлектромаш».
- 1989—1991 — начальник управления Госстандарта Армянской ССР.
- 1991 — заместитель министра промышленности Армянской ССР.
- 1991—1993 — был государственным министром Армении.
- 1993—1995 — был вице-премьером Армении.
- 1995—1997 — чрезвычайный и полномочный посол Армении во Франции.
- 1997—2004 — глава миссии Армении при НАТО.
- 1997—2009 — чрезвычайный и полномочный посол Армении в странах Бенилюкса.
- с 2009 — чрезвычайный и полномочный посол Армении во Франции, Андорре, Монако.

## Награды
- Орден «За заслуги перед Отечеством» 1-й степени (4 марта 2021 года) — за многолетнюю безупречную дипломатическую деятельность[2].
- Медаль Мхитара Гоша (2001).
- Офицер Ордена «За заслуги» (Франция, 2011)[3].
- Большой крест Ордена Короны (Бельгия, 2009).